# 新高湯温泉
新高湯温泉（しんたかゆおんせん）とは、山形県米沢市大字関にある温泉。米沢八湯の一つで一軒宿の吾妻屋旅館は「温泉米沢八湯会」に加盟している。西吾妻連峰天元台麓に位置する。

## 泉質
- 含硫黄・カルシウム - 硫酸塩温泉 （旧泉質名：石膏硫化水素泉）（低張性中性高温泉）
  - 源泉温度55.6度、自然湧出、無色透明で硫化水素臭を有する[2]。
  - 湯は透明だが硫黄由来の白い湯の花が浮く。
  - 飲泉可。

## 温泉地
標高1126メートルの山中に一軒宿の「吾妻屋旅館」（日本秘湯を守る会会員）が存在する。日帰り入浴可能な5つの露天風呂と、宿泊者用の内風呂があり、全て源泉掛け流しである。
温泉地からは米沢藩町割りの目印として知られる兜山、遠くには飯豊朝日連峰を望むことができる。

## 歴史
- 1812年（文政4年）に安部又エ門が発見、湯治場として知られる。
- 1902年（明治35年）に新高湯温泉として開業。「高湯温泉」とは下流にある白布温泉の別称であり、福島県福島市町庭坂の高湯温泉のことではない。

## アクセス
- 公共交通機関
  - JR米沢駅から「白布温泉」行バスで湯元駅バス停降車（40分）
  - 湯元駅から宿泊者は送迎有
- 車
  - 東北中央道・米沢八幡原ICから約30分
  - 磐越道・会津若松ICから約100分
  - 磐越道・猪苗代磐梯高原ICから約70分（西吾妻スカイバレー経由）

## 周辺
- 天元台高原スキー場
- 白布温泉
- 西吾妻山
- 西吾妻スカイバレー